# (25778) Csere
(25778) Csere (2000 CQ34) – planetoida z grupy pasa głównego asteroid okrążająca Słońce w ciągu 5,82 lat w średniej odległości 3,23 j.a. Odkryta 4 lutego 2000 roku.